# René Gloor
René Gloor (* 3. November 1956) ist ein ehemaliger Schweizer Leichtathlet. Er war spezialisiert auf den Weitsprung und startete für den TV Länggasse.
1984 nahm er an den Olympischen Spielen in Los Angeles teil und erreichte dort den 13. Rang. Er war sechsmal Schweizer Meister.

## Erfolge
- Teilnahme an den Olympischen Spielen in Los Angeles 1984
- Schweizer Meister 1983, 1984, 1985, 1987, 1988, 1989

## Olympische Spiele 1984 in Los Angeles
Gloor erzielte folgende Leistungen:
- Weitsprung Runde 1 (Gruppe B): 7,57 m, Rang 5
- Weitsprung Runde 2 (Gruppe B): 7,71 m, Rang 5
- Weitsprung Runde 3 (Gruppe B): 7,58 m, NP

Insgesamt erreichte er den 13. Rang.

## Bestleistungen
- Weitsprung: 8,07 m, 31. Mai 1982 in Zofingen
- Dreisprung: 15,45 m, 4. Juni 1988 in Aarau